# Alfred Schmidt (sztangista)
Alfred Schmidt (od 1936 Ain Sillak, ur. 1 maja 1898 w Maidli, zm. 5 listopada 1972 w Tallinnie) – estoński sztangista, srebrny medalista Letnich Igrzysk Olimpijskich 1920. Trzykrotny rekordzista świata. Działacz i sędzia sportowy.
Schmidt początkowo uprawiał lekkoatletyczne biegi dystansowe. Podnoszenie ciężarów zaczął uprawiać w 1919 roku, gdy odbywał służbę wojskową w estońskiej armii, gdzie trenował go Alfred Neuland. Rok później wystartował w Letnich Igrzysk Olimpijskich 1920, gdzie w rywalizacji sztangistów w kategorii piórkowej (do 60 kg) wynikiem 210 kg w trójboju zdobył srebrny medal, zajmując w każdej części rywalizacji miejsce w czołowej „trójce”. Podczas rywalizacji tej ustanowił czterokrotnie rekordy olimpijskie.
W latach 1920–1923 był członkiem reprezentacji Estonii w podnoszeniu ciężarów. W 1922 roku zdobył mistrzostwo Estonii w podnoszeniu ciężarów w kategorii piórkowej, a rok później został brązowym medalistą rozgrywanych w Göteborgu Mistrzostw Państw Nadbałtyckich w kategorii lekkiej. W 1923 roku zakończył swoją karierę zawodniczą. W jej trakcie trzykrotnie ustanawiał rekord świata (za każdym razie w podrzucie jedną ręką) i 16 razy ustanawiał rekord Estonii.
Po zakończeniu kariery zawodniczej został działaczem sportowym. W roli tej zadebiutował jeszcze w jej trakcie, gdy podczas mistrzostw świata w 1922 roku został zdyskwalifikowany za przekroczenie limitu wagowego swojej kategorii i wziął udział w zawodach jako działacz. Oprócz tego był również sędzią w zawodach zapaśniczych. Uprawiał także konkurencję trapu, w której również pełnił rolę sędziego, a także sekretarza generalnego estońskiej federacji.
Po II wojnie światowej pracował w przedsiębiorstwie Tallinngaas.
Zdobyty przez niego medal olimpijski przechowywany jest w Eesti Spordimuuseum (Estońskim Muzeum Sportu).